# Герб Славонії
Герб Славонії — історичний хорватський герб, який сьогодні знаходиться в короні герба Хорватії, і представляє геральдичний символ області Славонії. З другої половини XVI століття до середини ХІХ століття цей герб також використовувався як герб Хорватсько-Далматинсько-Славонського королівства, оскільки внаслідок османських завоювань середньовічний центр Хорватії був втрачено, а політичний і державно-правовий центр тяжіння хорватських земель перемістився з півдня на північ, до межиріччя Драви і Сави. Герб описується у вигляді щита, на якому у верхній частині зображена зірка, а між двома лініями, що символізують річки, розміщено зображення куниці, зверненої геральдично вправо.

## Історія герба Славонії
Король Владислав II Ягелович (1490—1516) підтвердив 8 грудня 1496 року слов'янським дворянам — державний герб Королівства Славонія у вигляді щита з куницею між двома річками з шестикутною зіркою у верхній частині щита. Шаблоном для фігури чотирилапої тварини, яку ототожнювали з куницею, насправді був крокуючий лев, який представляв династичний символ «молодших королів» і хорватських князів з правлячого роду Арпадовичів, зображення якого було на аверсі монет слов'янських банів, які карбували хорватські князі та бани «всієї Славонії» з другої половини XIII до другої половини XIV ст. Справа в тому, що в королівському гербі шестикутна зірка називається зіркою Марса («Марта»), дозволяє зробити висновок, що в період до кінця XV століття серед славонської знаті існувало помилкове переконання, що тварина, зображена на монетах, насправді була куницею, враховуючи, що куниця називалася середньовічною латинською мовою як martes. Від цього латинського слова походить термін «marturina», тобто «корова», який сплачували як податок переважно в межиріччі Драви та Сави.
У другій половині ХІХ століття картатий хорватський герб, як національний символ усіх хорватів, зайняв першість на території Триєдиного королівства Хорватії, Славонії та Далмації. Сьогодні славонський герб є частиною офіційного герба Республіки Хорватія і розміщений у короні над головним гербом.

## Галерея

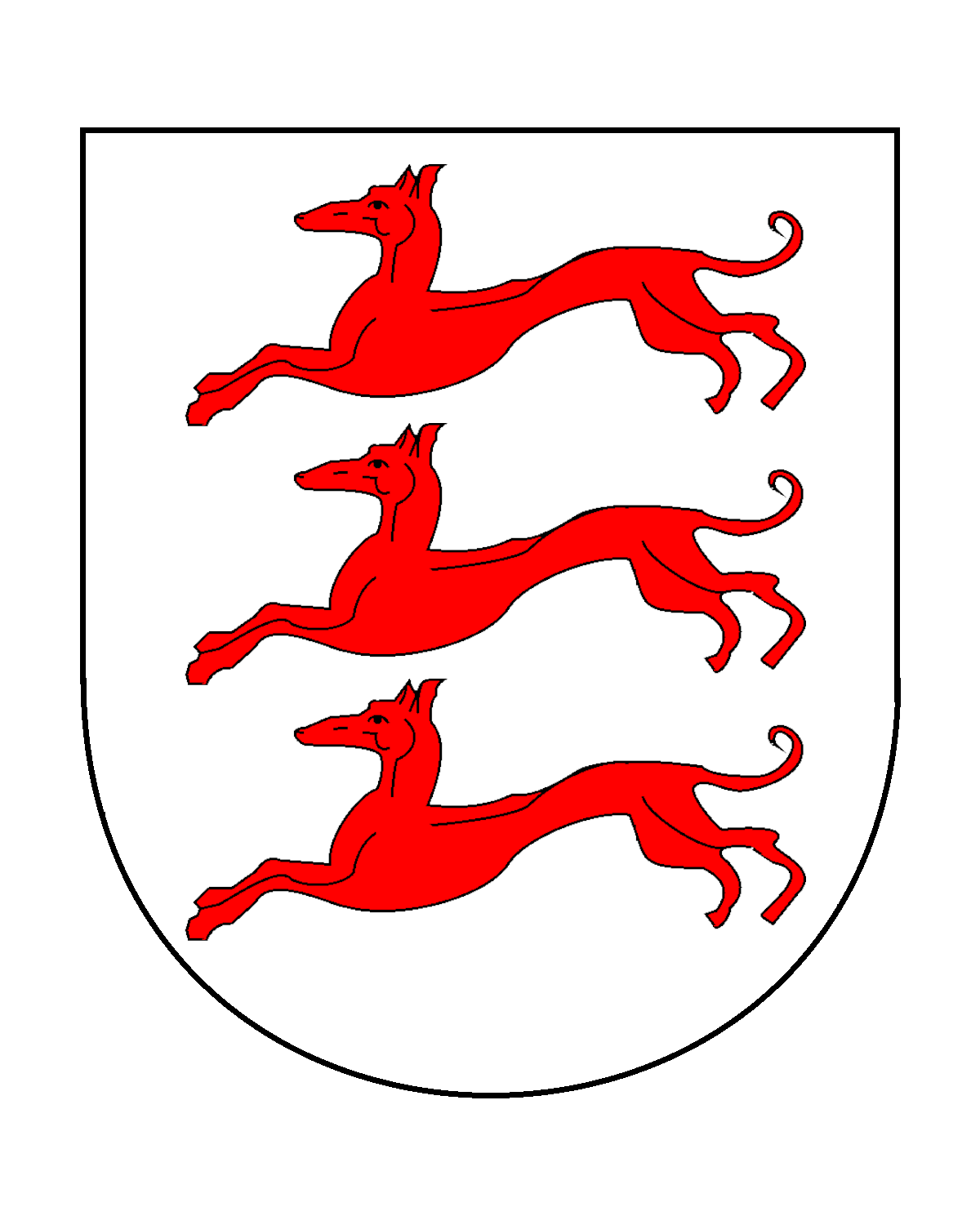
Герб Славонії в гербі Фоїниці
Історичний герб Славонії
Герб Королівства Славонії
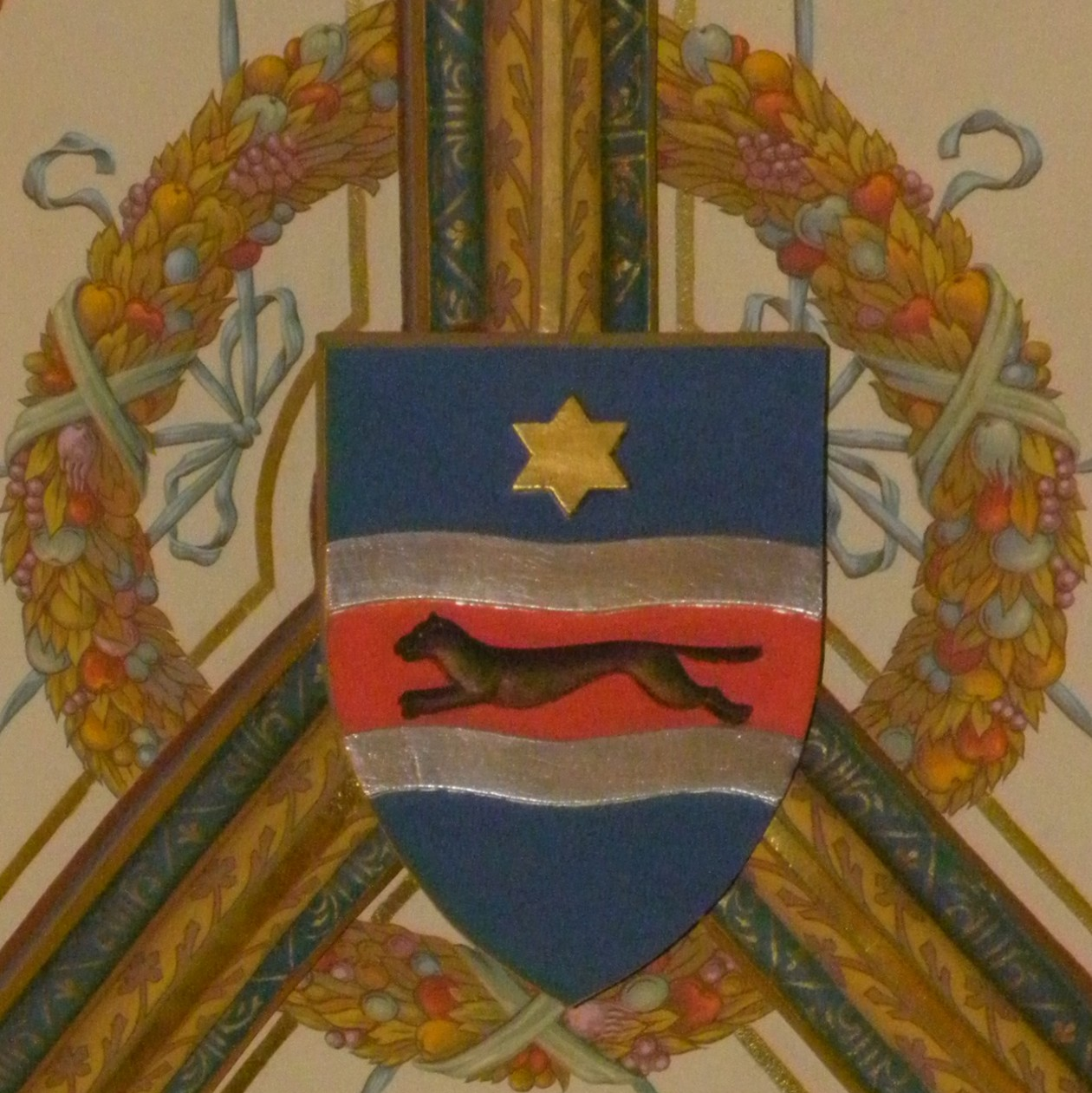
Славонський герб, Будапешт, Угорщина
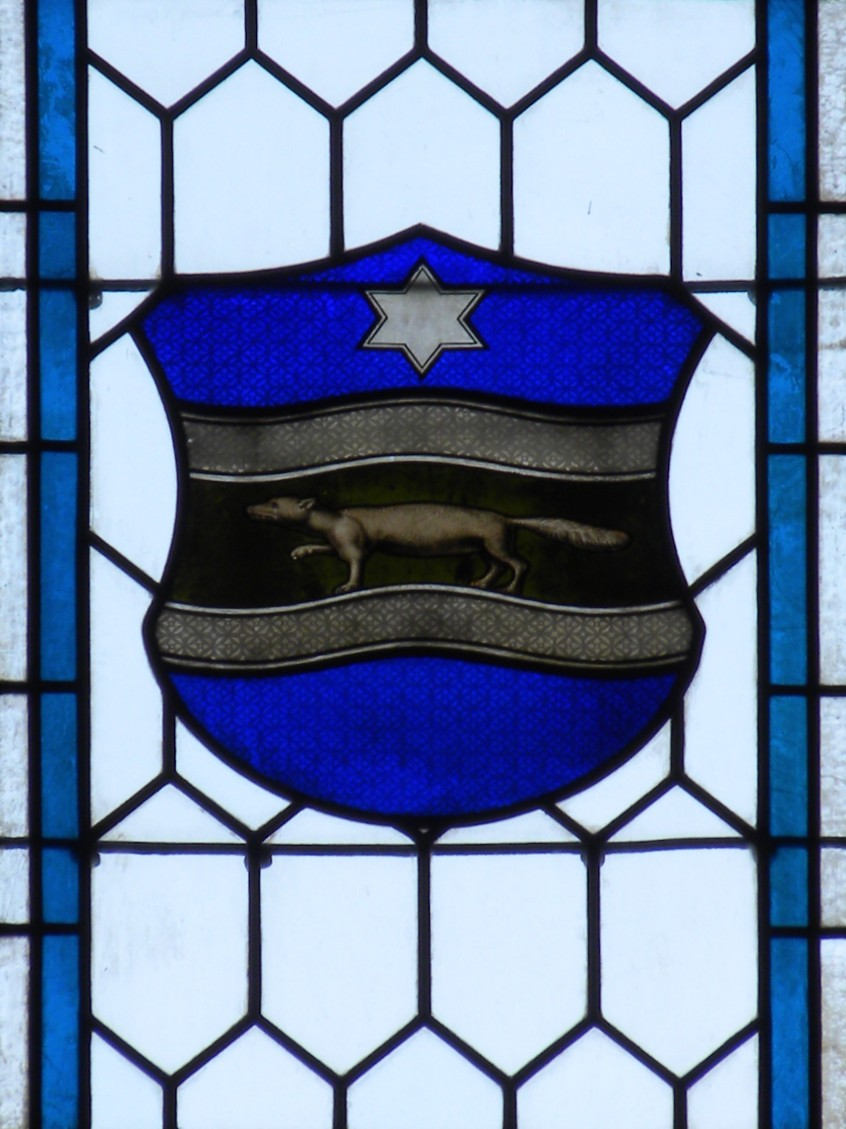
Герб Славонії, Кошице, Словаччина
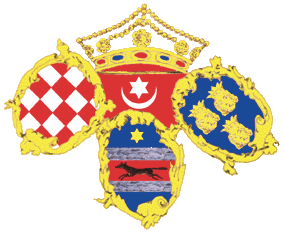
Герб Славонії на печатці хорватського бана
Герб Славонії всередині герба Королівства Хорватії та Славонії